# Ervin Õunapuu

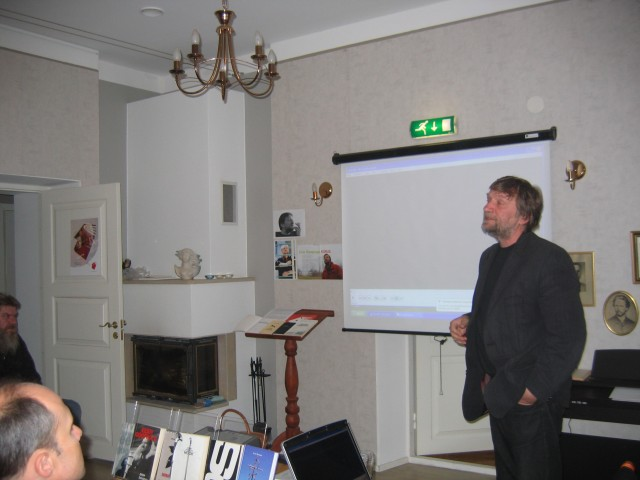
Ervin Õunapuu, 2013

Ervin Õunapuu (* 30. Juli 1956 in Rapla) ist ein estnischer Schriftsteller.

## Leben und Werk
Ervin Õunapuu studierte nach seinem Abitur an der Kunstakademie Tartu Malerei. Er debütierte 1996 mit seinem ersten Roman Olivia meistriklass (deutsch: Olivia. Meisterklasse, 2003) der gleich nach Erscheinen ein großer Erfolg in Estland wurde. Danach veröffentlichte er mehrere Kurzgeschichten in verschiedenen estnischen Zeitschriften. 1999 erschien die erste Sammlung seiner Kurzgeschichten unter dem Titel Eesti gootika, die sich am Genre des Schauerromans orientieren. Für die Kurzgeschichte Väike Lilli Noarootsist erhielt er den renommierten Tuglas-Preis. 1999 erschien Õunapuus Novelle Teie mälestuseks, kes iganes te olete ja kus asute, ein Jahr später die Novelle Väike palveraamat. Es folgten Sammlungen von Kurzgeschichten unter den Titeln Surmaminejad lasevad tervitada (2000), Mõõk (2002), Sinu teejuht ristiusku (2003), Eesti gootika II (2004) und Meie igapäevane jää (= Eestika gootika III, 2006). Die Kurzgeschichten aus Eesti gootika I und II erschienen 2005 auf Deutsch unter dem Titel „Die stinkenden Handschuhe des Chefs“ in der Übersetzung von Irja Grönholm.
Außerdem arbeitet Ervin Õunapuu als Drehbuchautor, Regisseur und Filmproduzent.
Bekannt wurde der bekennende Atheist auch als scharfer Kritiker der Estnisch Evangelisch-Lutherischen Kirche (EELK) sowie der Rolle der christlichen Kirchen in der Weltgeschichte überhaupt.

## Deutsche Übersetzungen
- Olivia. Aus dem Estnischen ins Deutsche übersetzt von Anne Laur und Wolfgang Maxlmoser. Aspach: edition innsalz 2003. 260 S.
- Die stinkenden Handschuhe des Chefs. Übersetzung aus dem Estnischen von Irja Grönholm. Aspach: edition innsalz 2004. 114 S.

## Auszeichnungen
- 1999 Friedebert-Tuglas-Novellenpreis
- 2005 Literaturpreis der Estnischen Eisenbahn und der Zeitung Sirp
- 2015 August-Gailit-Novellenpreis